# بافت حفره‌ای

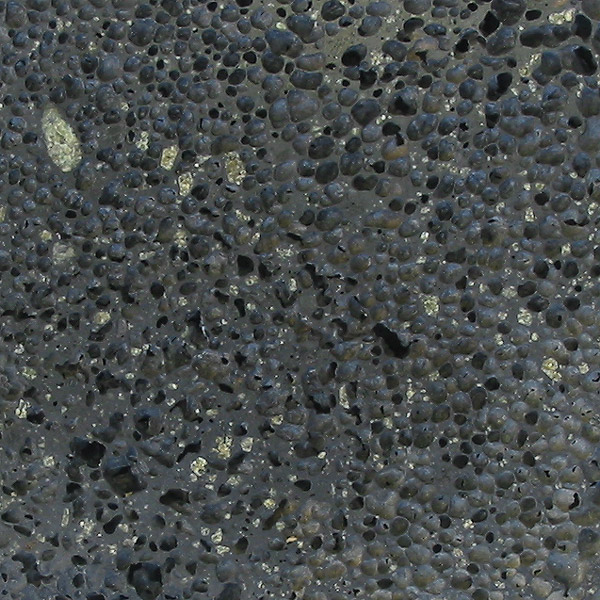
حفره‌های تهی در یک بازالت الیوین.

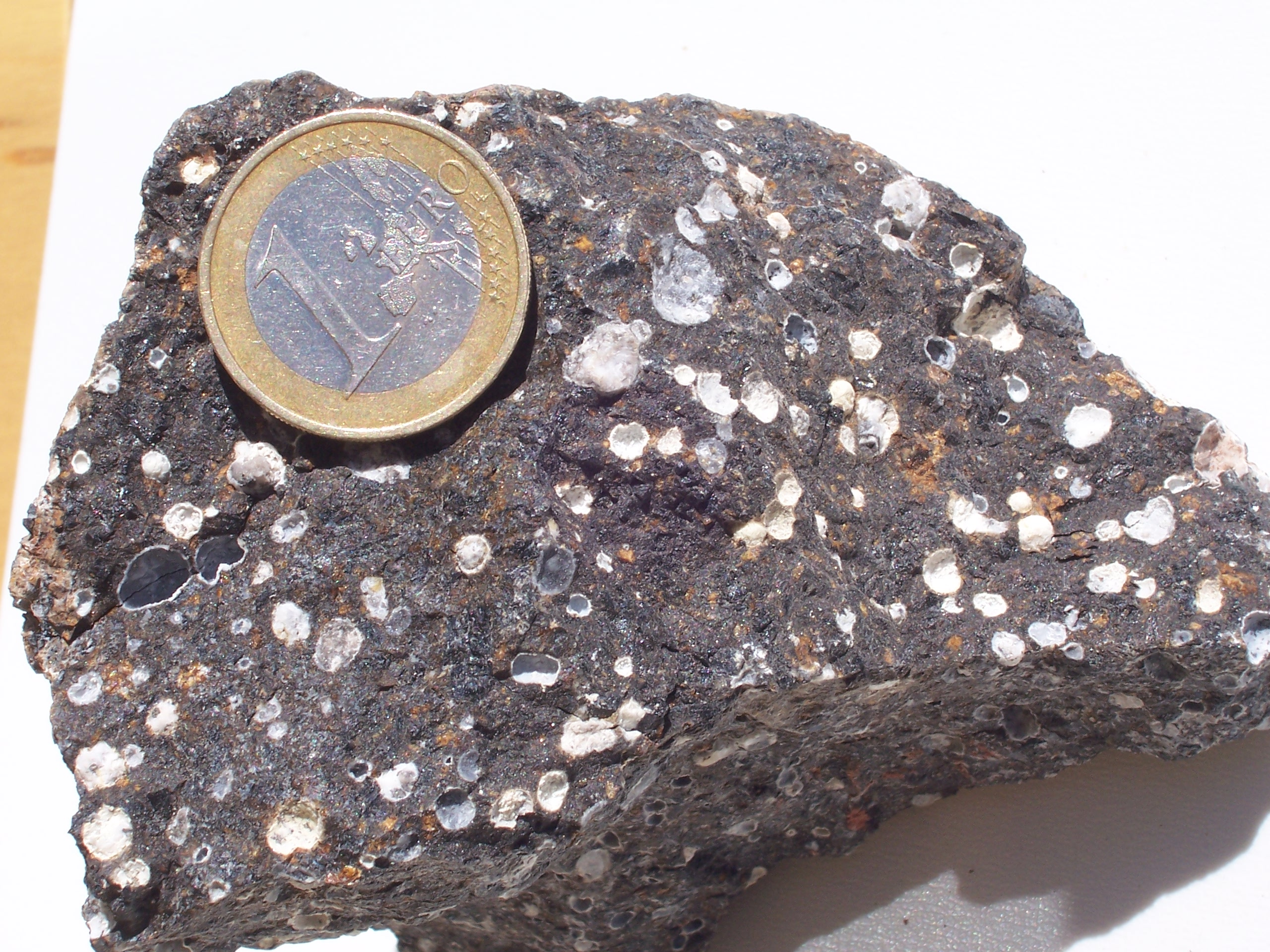
حفره‌های بازالت که با آپاتیت و کوارتز پر شده‌اند.

بافت حفره‌ای گونه‌ای از بافت سنگ‌های آتشفشانی است که دارای حفره و خلل و فرج بسیار است.
این نوع بافت بیشتر در سنگ‌های آذرین شیشه‌ای یا سنگ‌های آذرین ناویدای بیرونی (سنگ‌هایی که در سطح زمین سرد می‌شوند) دیده می‌شود.
حفره‌های این نوع بافت در اثر بزرگ‌تر شدن حبابچه‌های گاز یا بخار در طی جریان جامد شدن سنگ پدید آمده‌اند.
گونهٔ دیگری از بافت که با بافت حفره‌ای مرتبط است بافت بادامی نام دارد. در بافت‌های بادامی سنگ آتشفشانی که بیشتر از جنس بازالت یا آندزیت است حفره‌هایی دارد که با کانی‌های ثانویه‌ای هم‌چون زئولیت، کلسیت، کوارتز یا سنگ یمانی پر می‌شوند. به هر یک از این حفره‌های پرشده اصطلاحاً بادامچه گفته می‌شود.
این بادامچه‌ها گاه می‌تواند خاستگاه سنگ‌های نیمه‌قیمتی هم‌چون عقیق باشد.
بافت حفره‌ای در سنگ پا و روباره‌سنگ (تفالهٔ آتشفشانی) نیز دیده می‌شود.